# IC 5377
IC 5377 је галаксија у сазвјежђу Пегаз која се налази на листи објеката дубоког неба у Индекс каталогу.
Деклинација објекта је + 16° 35' 26" а ректасцензија 0h 2m 5,5s. Привидна величина (магнитуда) објекта IC 5377 износи 14,7 а фотографска магнитуда 15,3. IC 5377 је још познат и под ознакама UGC 12918, MCG 3-1-13, CGCG 456-17, PGC 156.